# 김순길
김순길(金淳吉, 1965년 6월 13일, 서울특별시 ~ )는 대한민국의 제6·7대 서울특별시 서대문구의원이었다.

## 학력
- 1978.03 ~ 1981.02 덕수상고등학교 졸업
- 한국방송통신대학교 법학과 졸업
- 2009.03 ~ 2011.02 고려대학교 정책대학원 국토계획경제학 석사 졸업

### 비학위 수료
- 명지대학교 경영학과 부동산학 박사

## 경력
- 대우중공업 자금부 근무
- 한국능률협회 경제교육 전문위원
- 서울경제 TV
- 이델일리 TV 부동산 상담
- E&R 부동산연구소 경제연구소장
- 새누리당 서울시당 서대문구 을 중앙위원
- 서대문구 주민참여 예산 위원
- 금모래신협 감사
- 남가좌2동 주민자치위원회 감사
- 남북가좌동 생활안전협의회 위원
- 가좌성당 청소년사목 부회장
- 마이베스트 부동산 자산관리 대표
- 2013.04 ~ 2014.06 제6대 서울특별시 서대문구의회 의원
- 2013.04 ~ 2014.06 제6대 서울특별시 서대문구의회 후반기 행정복지위원회 위원장
- 2014.07 ~ 2018.06 제7대 서울특별시 서대문구의회 의원
- 2014.07 ~ 2016.07 제7대 서울특별시 서대문구의회 전반기 재정건설위원회 위원
- 2016.07 ~ 2018.06 제7대 서울특별시 서대문구의회 후반기 재정건설위원회 부위원장
- 2016.07 ~ 2018.06 제7대 서울특별시 서대문구의회 후반기 의회운영위원회 위원
- 2018.05 ~ 2018.06 제7대 서울특별시 서대문구의회 후반기 의장

## 역대 선거 결과
|  | 48.21% |

|  | 29.41% |